# Język ati (austronezyjski)
Język ati, także inati – język austronezyjski używany na wyspie Panay w Filipinach. Jest izolatem w ramach grupy języków filipińskich.
Według danych z 1980 r. posługuje się nim 1500 osób, członków ludu Ati.
Dzieli się na dwa dialekty – malay i barotac viejo nagpana, przy czym dialekt barotac viejo nagpana ma charakter prestiżowy.
Nie jest wyraźnie spokrewniony z innymi językami filipińskimi, ale nie oparł się wpływom okolicznych języków bisajskich.